# Pigs (1972)
Pigs (Originaltitel: Daddy’s Deadly Darling) ist ein amerikanischer Horrorfilm des Regisseurs Marc Lawrence aus dem Jahr 1972.

## Handlung
Lynn ersticht ihren Vater mit einem Messer, als dieser sie vergewaltigen will. Durch den Verlust wird sie wahnsinnig. Sie will nicht begreifen, dass ihr Vater tot ist und kommt in eine Irrenanstalt, wo sie mit Schocktherapie behandelt wird. Bald flüchtet sie und fährt mit einem gestohlenen Wagen in die Einöde. Dort stößt sie auf das Café des alten Zambrini, eines Einsiedlers. Sie bekommt dort ein Zimmer und einen Job. Zambrini scheint nett zu sein, hütet jedoch ein Geheimnis. Bald kommt Lynn dahinter, dass Zambrini seine Gäste sowie Leichen, die er vom Friedhof holt, an seine Schweine verfüttert. Als Lynn einen aufdringlichen Verehrer am Hals hat, hilft Zambrini ihr bei der Beseitigung. Am Ende verfällt Lynn völlig dem Wahn, tötet Zambrini und verfüttert sich vermeintlich selbst an die Schweine. Am Ende sieht man sie mit ihrem Auto die Landstraße entlang fahren. Sie nimmt einen Anhalter mit.

## Kritik
„Der Film ist sicherlich kein Meisterwerk, aber ein solider amerikanischer Exploitationfilm der 70er Jahre.“